# Museus da Suécia

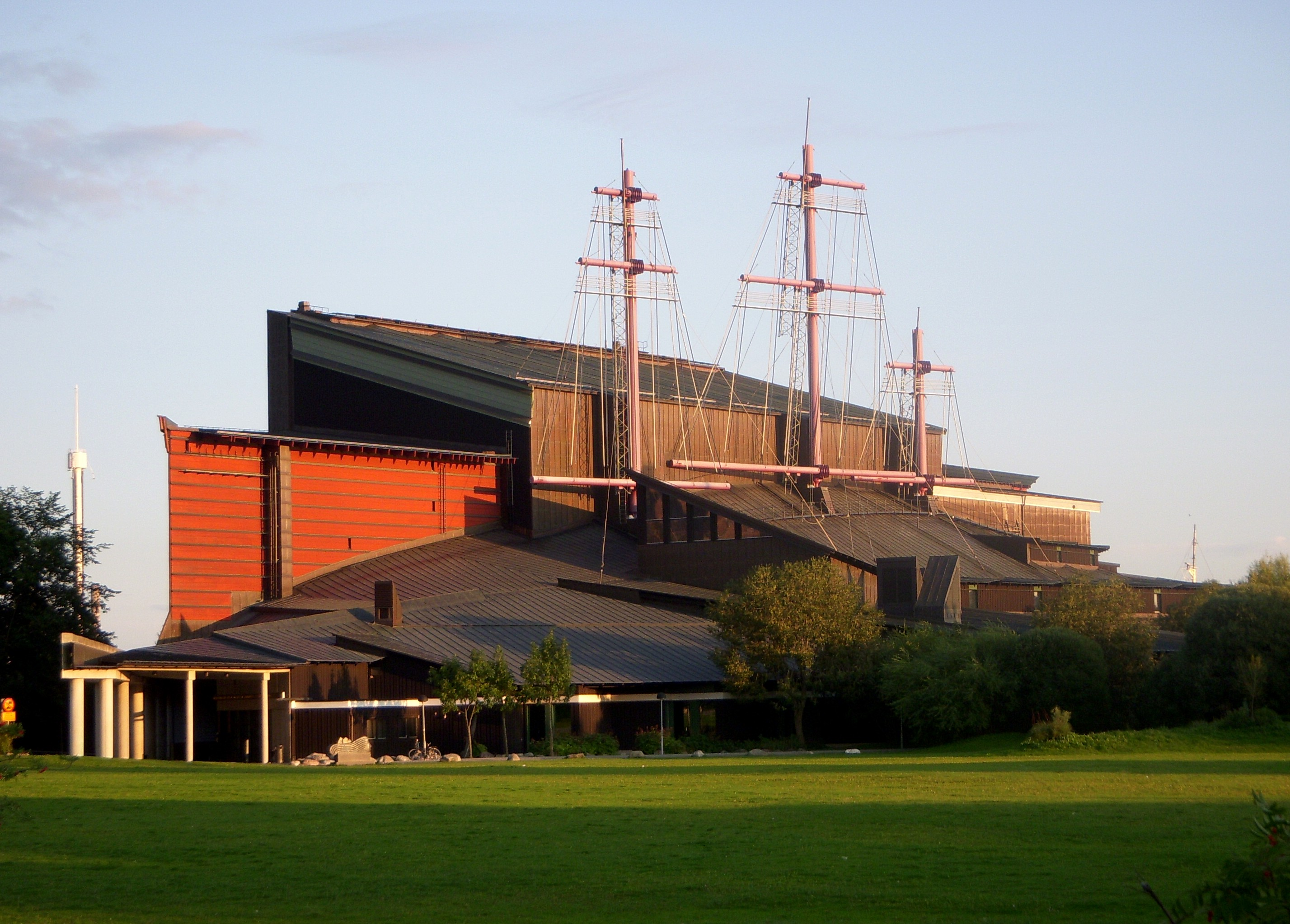
Fachada do Museu de Vasa em Estocolmo

A Suécia tem mais de 2000 museus. A maioria destes museus são de pequenas dimensões, com caráter local e sem pessoal profissional. Uns 200 museus têm dimensão e importância regional e nacional. Metade destes museus estão situados nas três regiões das grandes cidades da Suécia – Estocolmo, Gotemburgo e Malmö.
Em 2018 foram registadas mais de 26,2 milhões de visitas aos museus com pelo menos um empregado.
A Lei dos Museus (Museilagen), promulgada em 2017, estabelece que os museus devem promover o desenvolvimento da sociedade através do conhecimento, das vivências culturais e da liberdade de opinião.

## Alguns museus da Suécia
| Imagem | Museu                                   | Nome sueco                       | Localização |
| ------ | --------------------------------------- | -------------------------------- | ----------- |
|        | Museu do Vasa                           | Vasamuseet                       | Estocolmo   |
|        | Jamtli                                  | Jamtli                           | Östersund   |
|        | Museu Nacional de Belas-Artes           | Nationalmuseum                   | Estocolmo   |
|        | Museu de Arte Moderna de Estocolmo      | Moderna museet                   | Estocolmo   |
|        | Museu da Cultura Mundial                | Världskulturmuseet               | Gotemburgo  |
|        | Museu de Arte de Gotemburgo             | Göteborgs konstmuseum            | Gotemburgo  |
|        | Museu da Cidade de Gotemburgo           | Göteborgs stadsmuseum            | Gotemburgo  |
|        | Museu de História Marítima              | Sjöfartsmuseet                   | Gotemburgo  |
|        | Museu de História Natural de Gotemburgo | Göteborgs Naturhistoriska museum | Gotemburgo  |
|        | Museu Röhsska                           | Röhsska museet                   | Gotemburgo  |
|        | Konsthall                               | Göteborgs Konsthall              | Gotemburgo  |
|        | Museu da Saga                           | Sagomuseet                       | Småland     |
|        | Museu Nórdico da Aguarela               | Nordiska akvarellmuseet          | Bohuslän    |
|        | Museu Nórdico                           | Nordiska museet                  | Estocolmo   |
|        | Museu de Arte de Malmö                  | Malmö konstmuseum                | Malmö       |

## Alguns dos museus mais visitados
Os museus suecos têm uma grande afluência, tanto de suecos como de turistas estrangeiros.
Em 2017, 80% dos suecos fizeram pelo menos uma visita a um museu ou a uma galeria.
Em 2013, 15% dos turistas estrangeiros tinha como objetivo principal das suas viagens à Suécia visitar e assistir a eventos culturais.

### Museus centrais
13 museus estão classificados como museus centrais (centralmuseer). 9 dos quais são estatais e 4 são fundações financiadas parcial ou totalmente pelo estado.

- Museu da Cultura Mundial (Världskulturmuseet)
- Museu da Técnica	(Tekniska museet)
- Museu da Força Aérea (Flygvapenmuseum) em Linköping
- Museu de Arte Moderna (Estocolmo)	(Moderna museet)
- Museu do Trabalho (Arbetets museum)
- Museu do Vasa (Vasamuseet) em Estocolmo
- Museu Histórico de Estocolmo (Historiska museet)
- Museu Nacional de Belas-Artes da Suécia	(Nationalmuseum)
- Museu Nacional de História Marítima (Sjöhistoriska museet)
- Museu Naval (Karlskrona)	(Marinmuseum Karlskrona)
- Museu Nórdico (Nordiska museet)
- Museu Sueco de História Natural	(Naturhistoriska riksmuseet)
- Skansen (Skansen)

### Museus regionais
- Museu da Gotlândia	(Gotlands museum)
- Museu da Bohuslän (Bohusläns museum)
- Cultura em Lund (Kulturen i Lund)
- Jamtli (Jamtli) em Östersund
- Museu da Värmland (Värmlands museum)
- Museu de Blekinge (Blekinge museum)
- Museu do Condado de Estocolmo (Stockholms läns museum)
- Museu Regional da Västmanland (Museu Regional da Västmanland)
- Museu Regional de Örebro (Örebro läns museum)
- Museu da Västergötland (Västergötlands museum)
- Museu da Småland – Museu do Vidro da Suécia (Smålands museum – Sveriges glasmuseum)

### Museus municipais
- Museus de Malmö (Malmö Museer)
- Museu ao ar livre de Gamla Linköping (Friluftsmuseet Gamla Linköping)
- Casa da Cultura de Dunker (Dunkers kulturhus, Helsingborg)
- Museu da Cidade de Estocolmo (Stadsmuseet i Stockholm)
- Museu da Cidade de Gotemburgo (Göteborgs stadsmuseum)
- Museu de Arte de Gotemburgo (Göteborgs konstmuseum)
- Museu de História Marítima-Aquário (Sjöfartsmuseet Akvariet)
- Museu de Vallby (Vallby Friluftsmuseum)

### Outros museus
- Waldemarsudde (Prins Eugens Waldemarsudde)
- Artipelag (Artipélago)
- Museu Nobel (Nobelmuseet)
- Museu da IKEA (IKEA Museum, Älmhult)
- Museu da Fotografia (Fotografiska)
- Ájtte, Museu das Montanhas e dos Lapões (Ájtte, Svenskt fjäll- och samemuseum)
- Museu de Zorn (Zornmuseet)
- Julita gård
- Museu de História Marítima-Aquário (Sjöfartsmuseet Akvariet) em Gotemburgo